# Dean (Familienname)
Dean ist ein Familienname.

## Namensträger

### A
- Alan Dean (Leichtathlet) (* 1940), britischer Leichtathlet
- Alan Dean (Fußballspieler) (* 1950), englischer Fußballspieler
- Anna-Maria Ravnopolska-Dean (* 1960), bulgarische Harfenistin, Komponistin und Musikwissenschaftlerin

### B
- Barry Dean (* 1955), kanadischer Eishockeyspieler
- Bashford Dean (1867–1928), US-amerikanischer Zoologe
- Basil Dean (1888–1978), britischer Filmregisseur, Filmproduzent, Theaterschauspieler, Schriftsteller und Drehbuchautor
- Benjamin Dean (Politiker) (1824–1897), US-amerikanischer Politiker
- Benjamin W. Dean (1827–1864), US-amerikanischer Politiker und Anwalt
- Bentley Dean, australischer Filmregisseur, Kameramann und Filmproduzent
- Billy Dean (* 1962), US-amerikanischer Country-Musiker
- Brad Dean (* 1953), US-amerikanischer Basketballtrainer
- Brenda Dean, Baroness Dean of Thornton-le-Fylde (1943–2018), britische Gewerkschafterin und Politikerin
- Brett Dean (* 1961), australischer Komponist, Bratscher und Dirigent

### C
- Caroline Dean (* 1957), britische Pflanzenphysiologin
- Charlbi Dean (1990–2022), südafrikanische Schauspielerin und Model
- Charlie Dean (* 2000), englische Cricketspielerin
- Charmaine Dean (* 1958), trinidadisch-kanadische Mathematikerin und Hochschullehrerin
- Christopher Dean (* 1958), britischer Eiskunstläufer
- Clark Dean (* 2000), US-amerikanischer Ruderer
- Collin Dean (* 2005), US-amerikanischer Kinderdarsteller und Synchronsprecher

### D
- Daniel Dean (1909–2004), US-amerikanischer Langstreckenläufer
- Debbie Dean (Reba Jeanette Smith; 1928–2001), US-amerikanische Sängerin
- Decker Dean (* 2000), US-amerikanischer Skispringer
- Dixie Dean (1907–1980), englischer Fußballspieler
- Dizzy Dean (1910–1974), US-amerikanischer Baseballspieler und Rundfunkkommentator
- Donald Dean (1937), US-amerikanischer Jazzmusiker

### E
- Eddie Dean (1907–1999), US-amerikanischer Schauspieler und Country-Musiker
- Elton Dean (1945–2006), britischer Jazzmusiker
- Ester Dean (* 1982), US-amerikanische R&B-Sängerin und Songwriterin
- Ezra Dean (1795–1872), US-amerikanischer Politiker

### F
- Frances Dean (Frances Drake; 1912–2000), US-amerikanische Schauspielerin
- Fred Dean (1952–2020), US-amerikanischer Footballspieler

### G
- Garry C. Dean (* um 1956), pensionierter Generalmajor der US Air Force
- Genki Dean (* 1991), japanischer Speerwerfer
- Gilbert Dean (1819–1870), US-amerikanischer Politiker
- Gordon Dean (1905–1958), US-amerikanischer Jurist, Vorsitzender der Atomenergiekommission

### H
- H. Trendley Dean (Henry Trendley Dean; 1893–1962), US-amerikanischer Zahnmediziner
- Hatti Dean (* 1982), britische Hindernis- und Langstreckenläuferin
- Hazell Dean (* 1952), US-amerikanische Sängerin, Songwriterin und Musikproduzentin
- Howard Dean (* 1948), US-amerikanischer Politiker

### I
- Isabel Dean (1918–1997), britische Schauspielerin
- Ivor Dean (1917–1974), britischer Theater- und Filmschauspieler

### J
- Jamel Dean (* 1996), US-amerikanischer American-Football-Spieler
- James Dean (Astronom) (1776–1849), US-amerikanischer Astronom und Mathematiker
- James Dean (1931–1955), US-amerikanischer Schauspieler
- James Dean (Songwriter) (1943–2006), US-amerikanischer Songwriter
- Jeff Dean (Informatiker) (* 1968), US-amerikanischer Informatiker
- Jeff Dean (Musiker), US-amerikanischer Gitarrist und Tontechniker
- Jemima Rose Dean (* 1991), Tänzerin, Bewegungsforscherin und Choreografin
- Jimmy Dean (1928–2010), US-amerikanischer Country-Musiker
- Jodi Dean (* 1962), US-amerikanische Politikwissenschaftlerin
- Joe Dean († 2013), US-amerikanischer Basketballspieler und Sportfunktionär
- John Dean (Sänger) (1897–1990), englischer Opernsänger (Tenor)
- John Dean (Publizist) (* 1938), US-amerikanischer Jurist und Publizist
- John Dean (Radsportler) (* 1947), neuseeländischer Radsportler
- John Gunther Dean (1926–2019), deutschamerikanischer Diplomat
- Jonathan Dean, US-amerikanischer Diplomat
- Joseph Dean, Baron Dean of Beswick (1922–1999), britischer Politiker
- Josh Dean (* 1979), kanadischer Schauspieler
- Josiah Dean (1748–1818), US-amerikanischer Politiker
- Julian Dean (* 1975), neuseeländischer Radrennfahrer

### K
- Karl Dean (* 1955), US-amerikanischer Politiker
- Kevin Dean (Musiker) (* 1954), amerikanischer Jazzmusiker
- Kevin Dean (Eishockeyspieler) (* 1969), US-amerikanischer Eishockeyspieler und -trainer

### L
- Laura Dean (* 1963), US-amerikanische Tänzerin, Schauspielerin und Synchronsprecherin
- Lisa Dean (* 20. Jahrhundert), US-amerikanische Szenenbildnerin
- Loren Dean (* 1969), US-amerikanischer Schauspieler
- Lowell Dean (* 1979), kanadischer Drehbuchautor, Filmregisseur und Fernsehproduzent

### M
- Madeleine Dean (* 1959), US-amerikanische Politikerin
- Marden Dean, australischer Kameramann
- Margia Dean (1922–2023), US-amerikanische Schauspielerin
- Mark Dean (Politiker) (* 1980), US-amerikanischer Politiker
- Mark Dean (Schwimmer) (* 1967), US-amerikanischer Schwimmer
- Mark Dean (Basketballspieler) (* 1971), bahamaischer Basketballspieler
- Mark E. Dean (* 1957), US-amerikanischer Elektroingenieur
- Martin R. Dean (* 1955), schweizerischer Schriftsteller
- Mary Dean (1922–1995), US-amerikanische Sängerin, Liedtexterin und Filmschauspielerin
- Michael Dean (Schauspieler) (*  1961), US-amerikanischer Schauspieler
- Michael Dean (Cricketspieler) (* 1972), englischer Cricketspieler
- Michael Dean (Künstler) (* 1977), englischer Künstler und Bildhauer
- Mike Dean (Musikproduzent) (* 1965), US-amerikanischer Musikproduzent
- Mike Dean (Schiedsrichter) (* 1968), englischer Fußballschiedsrichter
- Mikel Dean (1954–2008), US-amerikanischer Opernsänger (Bariton)
- Millvina Dean (1912–2009), Überlebende des Titanic-Untergangs
- Minnie Dean (1844–1895), neuseeländische Kindsmörderin

### N
- Nakobe Dean (* 2000), US-amerikanischer American-Football-Spieler
- Nigel Dean (* 1947), britischer Radrennfahrer
- Nora Dean (1944–2016), jamaikanische Reggae- und Gospelsängerin

### O
- Olivia Dean (* 1999), englische Neo-Soul-Sängerin

### P
- Pat Dean (* 1989), US-amerikanischer Baseballspieler
- Patrick Dean (1909–1994), britischer Diplomat
- Paul Dean (Baseballspieler) (1912–1981), US-amerikanischer Baseballspieler
- Paul Dean, Baron Dean of Harptree (1924–2009), britischer Politiker
- Paul Dean (Musiker, 1946)  (* 1946), kanadischer Musiker, Leadgitarrist von Loverboy (Band)
- Paul Dean (Rugbyspieler) (* 1960), irischer Rugby-Union-Spieler
- Paul Dean (Musiker, 1966)  (* 1966), australischer Klarinettist, Komponist, Dirigent
- Pedro Rosales Dean (* 1930), philippinischer Geistlicher, Alterzbischof von Palo
- Peter Dean (* 1951), US-amerikanischer Segler
- Phillip Hayes Dean († 2014), US-amerikanischer Dramaturg

### Q
- Quentin Dean (1944–2003), US-amerikanische Schauspielerin

### R
- Richard Dean (1830–1905), englischer Gärtner
- Robert Dean (Schauspieler) (1925–1997), englischer Schauspieler
- Robert Dean (Handballspieler) (1955–2023), US-amerikanischer Handballspieler
- Robert G. Dean († 2015), US-amerikanischer Küstenschutzingenieur
- Roger Dean (* 1944), britischer Künstler
- Roger T. Dean (* 1948), britischer Musiker und Naturwissenschaftler
- Ron Dean (* 1938), US-amerikanischer Schauspieler

### S
- Sharif Dean (1947–2019), algerisch-französischer Musiker
- Sidney Dean (1818–1901), US-amerikanischer Politiker

### T
- Tacita Dean (* 1965), britische Künstlerin
- Thomas Dean (Cricketspieler) (Thomas Arthur Dean; 1920–2004), englischer Cricketspieler
- Thomas Dean (Informatiker) (Thomas L. Dean; * 1950), US-amerikanischer Informatiker und Hochschullehrer
- Tom Dean (* 2000), britischer Schwimmer

### W
- Warren Dean (1932–1994), US-amerikanischer Historiker, Professor der lateinamerikanischen Geschichte
- Walter Lofthouse Dean (1854–1912), amerikanischer Marinemaler und Kunstpädagoge
- William Dean (Priester) († 1588), katholischer Märtyrer (CE)
- William Dean (Ingenieur) (1840–1905), britischer Eisenbahningenieur
- William Dean (Wasserballspieler) (1887–1949), britischer Wasserballspieler
- William F. Dean (1899–1981), US-amerikanischer General
- William Ralph Dean (1907–1980), englischer Fußballspieler, siehe Dixie Dean
- William Reginald Dean (1896–1973), britischer Mathematiker und Strömungsdynamiker
- Winton Dean (1916–2013), englischer Musikwissenschaftler

### Z
- Zach Dean (Drehbuchautor), US-amerikanischer Drehbuchautor und Produzent
- Zach Dean (Eishockeyspieler) (* 2003), kanadischer Eishockeyspieler